# Blok 21 (Nový Bělehrad)

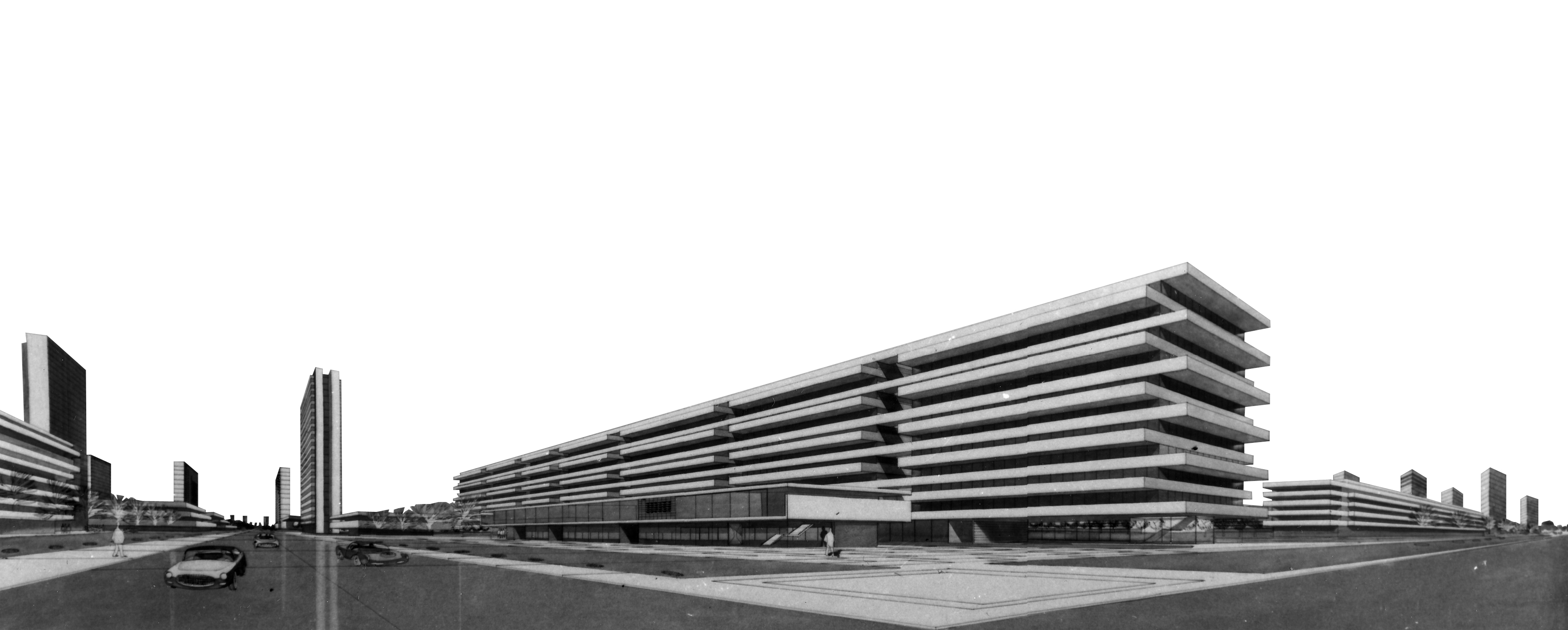
Studie bloku 21 od Mihaila Čanaka.

Blok 21 (v srbské cyrilici Блок 21) je obytný komplex v srbské metropoli Bělehradě. Nachází se v městské části Nový Bělehrad a je vymezen ulicemi Bulevar Mihajla Pupina (severní strana), Milentija Popovića (východní strana), Bulevar Zorana Đinđića (jižní strana) a Antifašističke borbe (západní strana). V bezprostřední blízkosti bloku se nachází Věž Ušće.
Blok tvoří několik budov, které byly koncipovány pro celkem 10 000 obyvatel. Jeho dominantním prvkem je kromě několika šestnáctipatrových výškových staveb také "hadovitý" obytný blok o délce 1000 m, šedesáti pěti vchodech a 3 500 obyvatelích. Blok, jehož budovy byly označeny čísly A-1 až Б-9, byl budován v první polovině 60. let 20. století. Tvůrci současné podoby Bloku 21 byli architekti Leonid Lendarčič, Milosav Mitić, Ivan Petrović a Mihailo Čanak.
Netypická realizace bloku č. 21 vedla bělehradský urbanistický úřad k zamyšlení, jak by měly být realizovány další nedokončené bloky Nového Bělehradu. Následně byl připraven standard pro vznikající bytový fond města.